# NGC 3836
NGC 3836 é uma galáxia espiral (Sb) localizada na direcção da constelação de Crater. Possui uma declinação de -16° 47' 51" e uma ascensão recta de 11 horas, 43 minutos e 29,8 segundos.
A galáxia NGC 3836 foi descoberta em 29 de Abril de 1877 por Ernst Wilhelm Leberecht Tempel.